# Пистолет-пулемёт Токийского арсенала образца 1927 года
Пистолет-пулемёт Токийского арсенала обр. 1927 года (яп. 試製自動短銃 Shisei Jidō Tanjū, «опытный образец короткого пулемёта») или Tokyo Arsenal Model 1927 (англ.) — японский экспериментальный пистолет-пулемёт произведённый на Токийском арсенале. Доступная информация об оружии крайне ограничена, даже в японских источниках. Были изготовлены лишь единичные экземпляры данного прототипа, однако вместе с образцом 1928 года они являются самыми первыми наработками пистолетов-пулемётов в Японии.

## История
В июле 1920 года Техническим штабом Императорской армии Японии основывается программа «легкие и короткие пулеметы» и выделяется финансирование на конструирование, изготовление и испытание опытных образцов легкого оружия для армии, под штатные боеприпасы 8×22 мм Намбу. Главной задачей в программе опытов стало выявление свойств и определения области применения пистолетов-пулемётов — нового для того времени автоматического оружия пехоты. Для сравнительных тестов за рубежом были закуплены пистолеты-пулеметы: изначально MP-18/I, а позже ПП Томпсона M1921. Так же были приобретены патенты на устройство Педерсена для винтовок. Государственный арсенал в Токио, также известен как арсенал Коисикава, разработал первые опытные образцы по данной программе и представил в виде чертежей в 1923 году и позже в 1924-м. После ряда доработок и устранения замечаний от Технического штаба в 1927 году для практических испытаний была предоставлена первая модель из двух основных прототипов различной внутренней конструкции. Имеется информация о прямом участии Кидзиро Намбу в конструировании первого образца 1927 года. За разработку другой модели был ответственен Тосио Такасэки.
Первые практические испытания стрельбами проводимые в Токийском артиллерийском арсенале выявили несовершенство конструкции и непрочность деталей механизма. Опытный образец показал повышенную скорострельность до 1200 выстрелов в минуту (в начале испытаний пневматический амортизатор вышел из строя) и как следствие перегрев ствола, самовоспламенение патрона в перегретом патроннике, низкую живучесть деталей (боёк и выбрасыватель сломались и их пришлось заменять), проблемы с бесперебойной подачей боеприпасов из кассет.
Решений по усовершенствованию или улучшению для данной опытной модели не принималось.

В феврале — марте 1930 года, образец 1927 года был подвергнут сравнительным испытаниям против нескольких других пистолетов-пулемётов, включая импортных из Европы и США — швейцарским SIG Model 1920, финским пистолетом-пулемётом от Аймо Лахти обр. 1922 года (ранним прототипом Suomi M/31), американским пистолетом-пулемётом Томпсона, а также другим собственным прототипом пистолета-пулемёта образца 1928 года от Токийского Арсенала. Модель 1927 года показала себя хуже по сравнению с конкурентами и была окончательно отклонена, уступив SIG M1920, который был принят на вооружение. В 1931 году для морской пехоты была начата закупка швейцарских SIG M1920, известных также как «Brevet Bergmann» (досл.: «Патент Бергманна»), которым было присвоено японское наименование «Type BE».

## Конструкция
Пистолет-пулемёт Токийского арсенала обр. 1927 года представляет собой автоматическое оружие, основанное на принципе отдачи ствола при его коротком ходе с запиранием затвора вертикально скользящим клином и стрельбой с открытого затвора. Под руководством К. Намбу, оружейники в буквальном смысле попытались «объединить» в одной конструкции — пистолет и пулемёт образцов выпускаемых в то время арсеналами Японии. Система автоматической перезарядки была построена на основе отдачи с коротким ходом ствола как у пистолета Тип 14 обр. 1925 года (патент № 72630 от 15 июля 1927 года), запирание вертикально скользящим клином от прототипа пистолета Тип 94 обр. 1934 года (патент № 89045 от 26 ноября 1927 года), способ боепитания из металлических кассет от станкового пулемета Тип 3 обр. 1914 года. Дополнительно для торможения отката затвора и уменьшения скорострельности в задней части затворной коробки был устроен пневматический амортизатор.
Магазинное боепитание было очень своеобразным — барабанный магазин являющийся круглым коробом, заряжался металлическими кассетами изогнутой формы на 10 патронов по типу кассет-обойм для пулемётов Гочкисса. Сами кассеты объединялись в ленту по пять штук и укладывались в барабане, ёмкость которого в общем составляла 50 патронов. Вероятно использованные данных кассет приводило к постоянным остановкам стрельбы и заклиниваниям. Альтернативным способом питания был коробчатый магазин с обычным пружинным механизмом, ёмкостью, по разным данным, 18, 20 или 25 патронов с шахматным расположением и перестроением в один ряд. Имелся автоматический и одиночный режим ведения огня.

## Отражение в культуре и искусстве

### В компьютерных играх
Пистолет-пулемёт фигурирует в компьютерной игре Call of Duty: WWII в сеттинге Второй мировой войны, под названием «Прототип-X1» (англ. Proto-X1). Оружие было добавлено с обновлением и стало доступно в ходе мероприятия сообщества «Тайная буря» (англ. Covert Storm), проводившегося 4 сентября — 25 сентября 2018 года. Присутствует в компьютерной игре Enlisted, в ветке развития японской нации.